# آلفرد لوازی

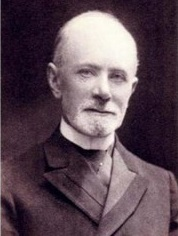
Alfred Loisy

آلفرد لوازی (به فرانسوی: Alfred Loisy) (۱۸۵۷–۱۹۴۰) از مدرنیستهای برجسته و پژوهشگر کتاب مقدس بود.
وی کتابی دارد به نام انجیل و کلیسا که نقادیی کوبنده بر دیدگاه هارناک دربارهٔ مسیحیت است.
هارناک (پژوهشگر آلمانی) دربرداشت و تفسیر خود از مسیحیت، هیچ جایی برای حیات، رشد یا تکامل باقی نگذاشته بود، بلکه می‌کوشید که همه پیرایه‌ها را جدا کند تا محتوای ثابت و اصیلی را به عنوان جوهر مسیحیت نگاه دارد.
لوازی در برابر این برداشت ایستا سؤال می‌کند چرا نباید مسیحیت را در کمال و تمامیت حیات آن بیابیم که حرکت و حیات را نشان می‌دهد تنها به این دلیل که حیات است.
از نظر لوازی دین یک حقیقت ثابت و جاودانه و مطلق است و آنچه تغییر و تکامل می‌یابد فهم و بیان ما از این حقیقت است.

## کلژ دو فرانس
آلفرد لوازی تصدی کرسی تاریخ مذاهب را در کلژ دو فرانس به عهده داشت.

## جوهر مسیحیت
او کوشید تا همه پیرایه‌ها را از مسیحیت جدا کند تا محتوای ثابت و اصیلی را به عنوان جوهر مسیحیت نگاه دارد. یعنی یک نوع جوهر افلاطونی که به اصطلاح در آسمانها قرار دارد؛ و تنها فهم ما از حقیقت این جوهر است که تغییر و تکامل می‌یابد.